# Leu (monedă)

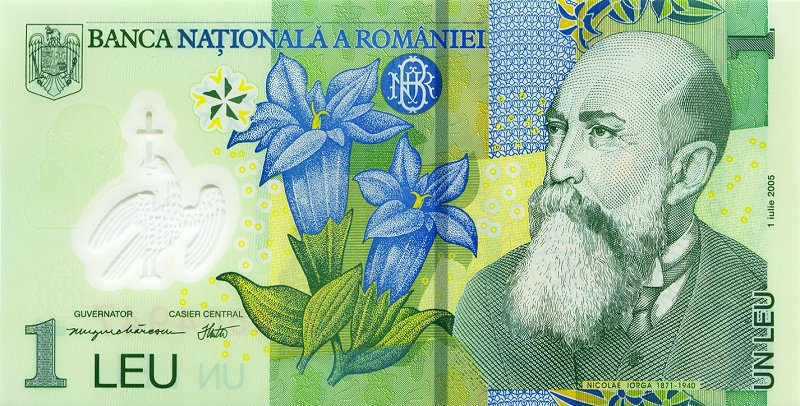
Un leu nou

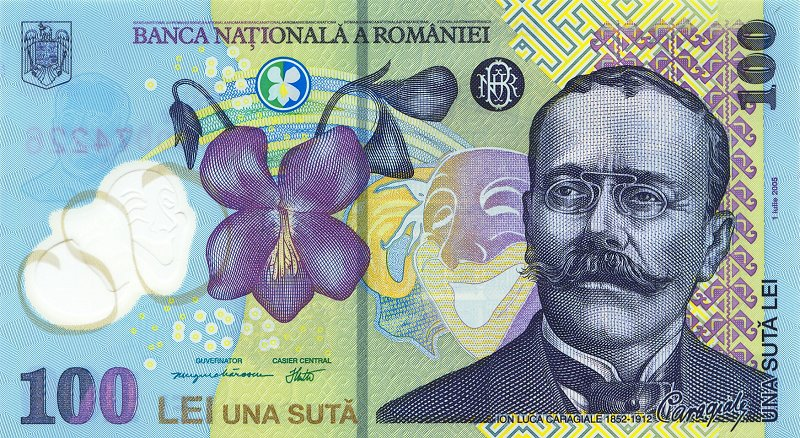
O sută de lei

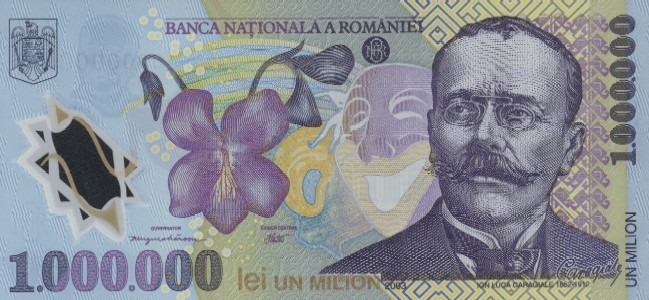
Un milion de lei vechi

Leul (plural: lei) este unitatea monetară a României (leu românesc) și a Republicii Moldova (leu moldovenesc). 
Un leu este subdivizat în 100 de bani (singular: ban).
Același nume, însă tradus în limba bulgară (lev bulgar), este folosit pentru a desemna moneda națională a Bulgariei. Levul este, însă, subdivizat în 100 stotinki (singular: stotinka). 

## Etimologie

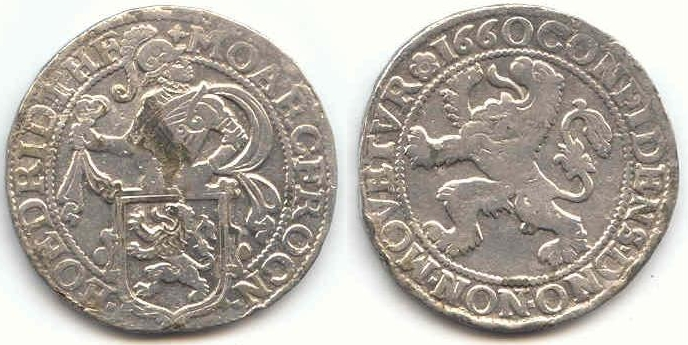
Löwenthaler (Taler-leu) olandez emis în 1660

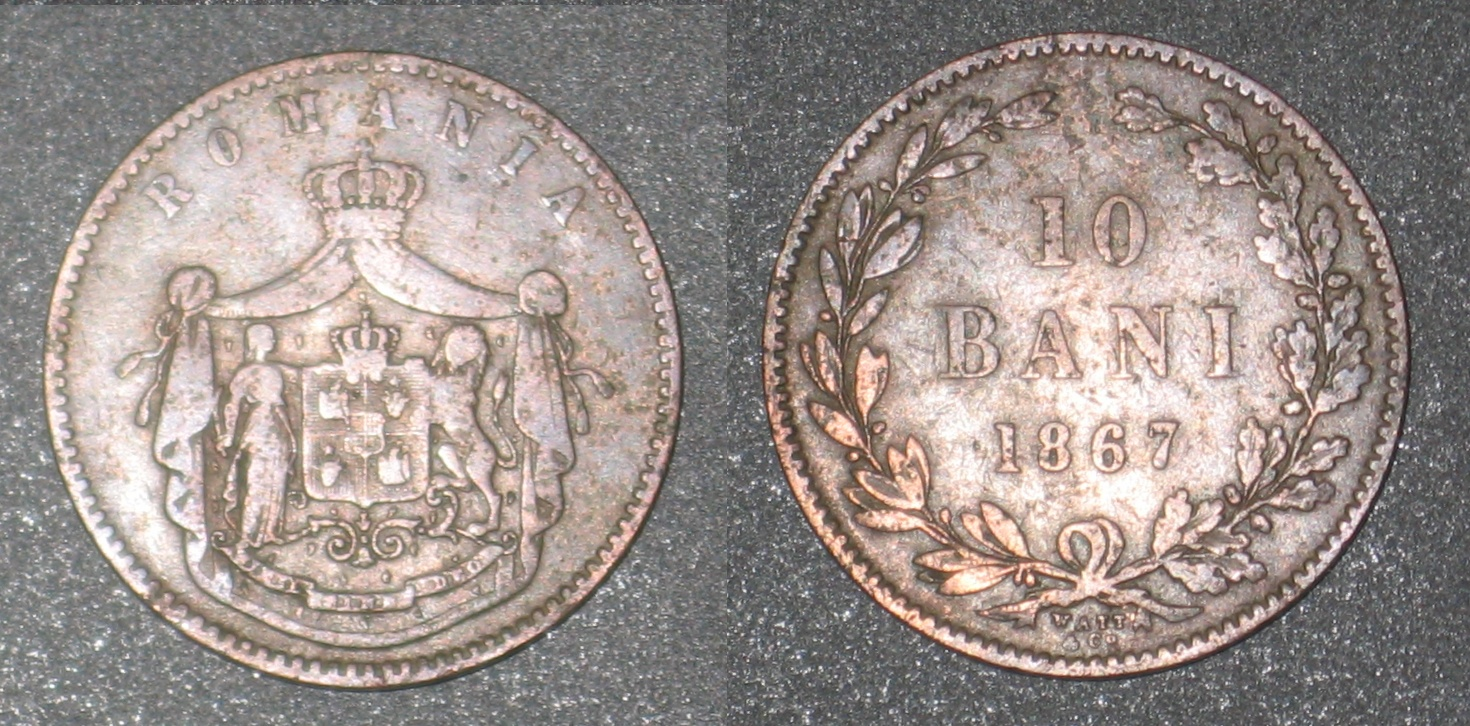
10 bani din 1867

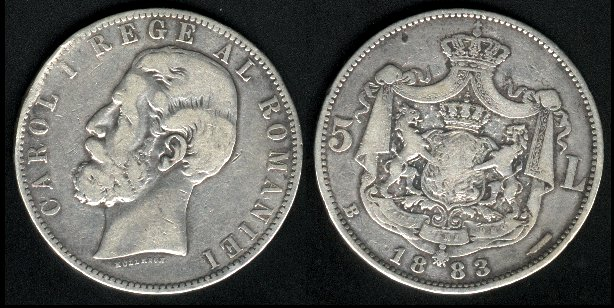
5 lei din 1883

În secolul al XVII-lea, în statele românești se foloseau ca monedă taleri olandezi (în neerlandeză Leeuwendaalder, iar în germană Löwentaler și, până în 1901, Löwenthaler), care aveau gravat pe revers un leu rampant (ridicat în două labe). 
Chiar și după ieșirea din uz a talerilor (pe la 1750) numele de leu a fost păstrat ca termen generic pentru bani.

## Introducerea leului ca unitate de cont
Deși leul românesc a devenit moneda oficială abia în 1867, denumirea sa era folosită încă din secolul al XVII-lea, ca urmare a circulației talerului olandez („leeuwendaalder”) în Țările Române. Aceste monede aveau gravată imaginea unui leu rampant, iar populația locală le-a denumit simplu „lei”. Începând cu anul 1835, leul a fost adoptat oficial ca unitate de cont în Țara Românească, fiind echivalent cu 60 de parale. Această unitate era utilizată pentru exprimarea valorii bunurilor și serviciilor, deși în circulație continuau să fie folosite monede străine.

## Primele monede și bancnote românești
În urma adoptării leului ca monedă oficială în 1867, România a început să emită monede proprii în conformitate cu standardele Uniunii Monetare Latine. Primele monede au fost bătute în străinătate și includeau piese din bronz (1, 2, 5, 10 bani), argint (50 bani, 1 și 2 lei) și aur (5, 10 și 20 lei). În 1877, au fost emise și primele bancnote românești, denumite „bilete ipotecare”, cu o grafică inspirată din stilul artistic francez, pentru a sublinia identitatea latină a națiunii române.

## Istorie

### România
Încă din 1859, în încercarea de a crea o monedă națională, Alexandru Ioan Cuza l-a însărcinat pe consulul francez la Iași, Victor Place, să negocieze baterea unor monede românești la monetăria din Paris. Acestea urmau să se numească „români”. Un român ar fi cântărit 5 grame de argint și ar fi fost împărțit în 100 de „sutimi”, ca monedă divizionară. Ion Heliade Rădulescu a propus numele de „romanat”, după modelul bizantin. Proiectul nu a putut fi realizat. La 1860, s-a bătut totuși o monedă de bronz de 5 parale, dar aceasta nu a circulat. În 1864, după ce Cuza a impus regimul său autoritar, chestiunea a fost reluată și s-au bătut câteva monede de probă. Este vorba de piesele de „5 sutimi”, care aveau pe avers efigia domnului și inscripția Alecsandru Ioan I. Însă ele nu au fost puse în circulație niciodată. O astfel de monedă poate fi văzută la Muzeul Național de Istorie a României din București.Această problemă avea să se soluționeze abia în 1867, când a fost adoptată Legea pentru influențarea sistemului monetar național și pentru fabricarea monedelor naționale. Prin această lege, în Principatelor Unite  s-a adoptat sistemul monetar zecimal și metric – al Uniunii Monetare Latine. Unitatea monetară adoptată era leul divizat în 100 de bani. În 1867 au fost bătute doar monede divizionare de 1, 2, 5 și 10 bani. Acestea au fost bătute în două monetării din Birmingham - Heaton și Watt&Co, însemnele acestor monetării făcând diferența între monede. Prima monedă propriu-zisă de 1 leu a fost bătută în anul 1870.

## Reforma monetară din 2005
La 1 iulie 2005, România a introdus o nouă denominare a monedei naționale, înlocuind leul vechi (ROL) cu leul nou (RON) la un raport de 10.000 la 1. Scopul reformei a fost acela de a simplifica operațiunile financiare, de a facilita tranziția la euro și de a crește încrederea în moneda națională. Noua emisiune monetară a inclus monede și bancnote cu design modern și elemente de securitate avansate, păstrând continuitatea valorică și simbolică a leului.

### Republica Moldova

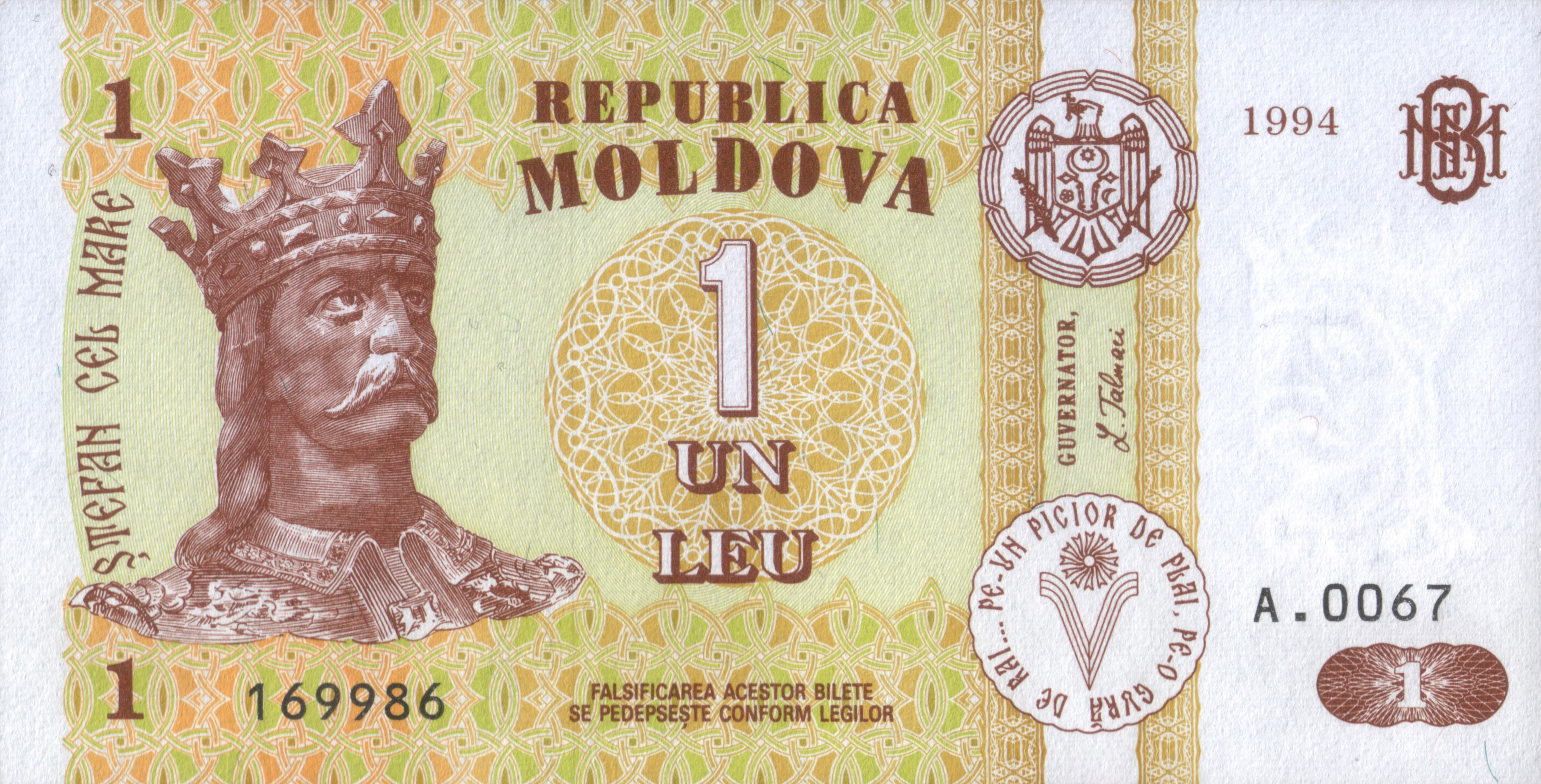
Bancnotă cu valoarea nominală de 1 leu [moldovenesc] (emisiunea 1994)

Între 1918-1940 și 1941-1944, când partea Moldovei dintre Prut și Nistru era componentă a României, leul românesc circula în această zonă în calitate de monedă oficială. Când Republica Moldova, cu denumirea Republica Sovietică Socialistă Moldovenească, făcea parte din Uniunea Sovietică, moneda oficială era rubla sovietică. După destrămarea Uniunii Sovietice și proclamarea Independenței de către Republica Moldova, unitatea monetară a Republicii Moldova a luat același nume, leu.